# 益陽駅
益陽駅（えきようえき）は、中華人民共和国湖南省益陽市赫山区にある中国鉄路広州局集団公司の駅である。

## 歴史
1997年12月26日、鉄道駅の建設が開始した。
1998年10月1日、石長線の開通。